# David Vitter
David Bruce Vitter (New Orleans, Louisiana, 3 mei 1961) is een Amerikaanse politicus voor de Republikeinse Partij. Hij was van 2005 tot 2017 senator voor Louisiana. Daarvoor was hij van 1999 tot 2005 afgevaardigde voor het 1e district van Louisiana. Hij studeerde aan de Harvard-universiteit en de Universiteit van Oxford.
- Library of Congress Control Number: no2013068389
- Biographical Directory of the United States Congress: V000127
- Virtual International Authority File: 304498746
- WorldCat: E39PBJgd8Y6xvGVDdYmX7m3mh3